# Samoa-Palolo
Der Samoa-Palolo (Palola viridis, Syn.: Eunice viridis) ist eine Art der Palolowürmer (Palola) innerhalb der Vielborster (Polychaeta). Dabei handelt es sich um die bekannteste und zugleich die Typusart dieser Gattung. Die Bekanntheit ist auf das besondere Fortpflanzungsverhalten zurückzuführen.

## Merkmale
Der Samoa-Palolo ist ein typischer Vertreter der Palolowürmer mit einer Körperlänge von etwa 40–70 Zentimetern. Er besteht aus einer variablen Anzahl von Segmenten, die mit deutlichen Parapodien ausgestattet sind. Sie besitzen fünf Antennen und typische hakenförmige Borsten, außerdem schaufelförmig ausgestaltete Mundwerkzeuge. Die Kiemen sind fädig und nicht wie bei anderen Eunicida gefächert. Männchen sind grün-blau, Weibchen rosa bis rotbraun.
Zur Fortpflanzungszeit bildet sich ein deutlich anders gestalteter Hinterleib, der vor allem die Gonaden enthält (Epitokie). Das epitoke Hinterende ist mit speziellen Borsten ausgestattet, die ihm eine freie Bewegung ermöglichen. Dieses Hinterende wird zur Fortpflanzungszeit abgeschnürt und bewegt sich an die Wasseroberfläche, wo es sich auflöst und die Geschlechtsprodukte freilässt (siehe unten). 
Zu finden ist er im Bereich um Samoa und die Fidschi-Inseln im Pazifischen Ozean sowie auf verschiedenen der Kleinen Sundainseln.

## Lebensweise
Der Samoa-Palolo lebt im Hartsubstrat des Meeresbodens, bohrt sich dort in das Korallengestein und kommt nur während der Dämmerung heraus. Im Normalfall gräbt er weiter Tunnel im Kalkstein und ernährt sich wahrscheinlich fast ausschließlich von dort lebenden symbiotischen Algen der Korallen.

## Fortpflanzung

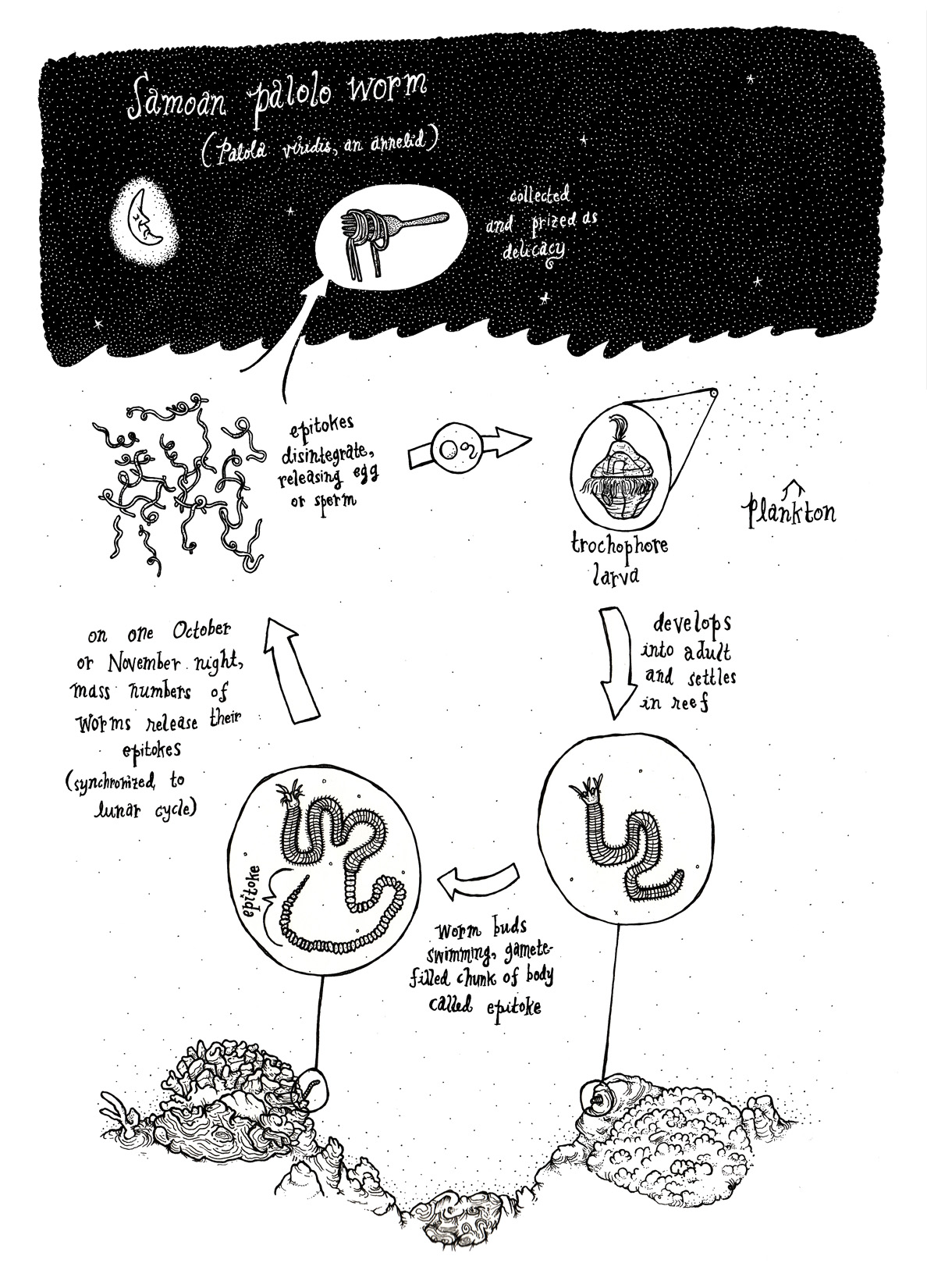
Lebenszyklus des Palolos

Das Fortpflanzungsverhalten dieser Art ist, wie bei einigen anderen Polychaeten ebenfalls, sehr eng mit dem Phasenwechsel des Mondes gekoppelt. So kommt es bei den Tieren zweimal im Jahr zu einer Massenbildung von Geschlechtsprodukten, wobei in Samoa die Mblalolo lailai (kleine Palolozeit) auf den zweiten und dritten Tag nach dem dritten Mondviertel im Oktober fällt und die Mblalolo levu (große Palolozeit) exakt einen Monat später stattfindet. An der Ostspitze Timors findet das kleine Mechi kiik im letzten Mondviertel vom Februar statt und bei Neumond im März das große Mechi boot.
Die Geschlechtsprodukte (Eier und Samenzellen) werden ausschließlich im Hinterkörper produziert, die  30 bis 35 cm lang sind (nach anderer Quelle 12 bis 15 cm) und die zu den Fortpflanzungsperioden abgeschnürt und in das freie Wasser abgegeben werden. Dieser Hinterkörper kann sich aktiv fortbewegen und schwimmt dem Licht entgegen (positive Phototaxis) zur Oberfläche. Zum Sonnenaufgang entlassen alle Hinterleiber ihre Eier und Spermien, sodass sich in diesen Phasen eine meterdicke Schicht von Hinterleibern, Eiern und Spermien an der Gewässeroberfläche bildet. Die Eier werden hier von den Spermien befruchtet, und es bilden sich die für die Gliederwürmer (Annelida) typischen Trochophora-Larven, aus denen dann eine neue Generation der Würmer entsteht.

## Taxonomie
Die erste wissenschaftliche Beschreibung der Art erfolgte durch John Edward Gray 1847, der sie als Palola viridis beschrieb und damit zugleich als Typusart der gesamten Gattung der Palolowürmer definierte. Er hatte dabei allerdings nur den Hinterleib gefunden und kannte den eigentlichen Wurm nicht. Erst 1898 durch Friedländer und 1899 durch Krämer wurde auch der Vorderkörper im Kalkgestein gefunden. Aufgrund von morphologischen Ähnlichkeiten mit den Vertretern der Gattung Eunice wurde die Gattung Palola später aufgelöst und diese Art als Eunice viridis neu eingeordnet. Heute ist die alte Gattung wieder etabliert, der Name E. viridis findet sich allerdings in sehr vielen Quellen noch heute.

## Samoa-Palolo und Mensch

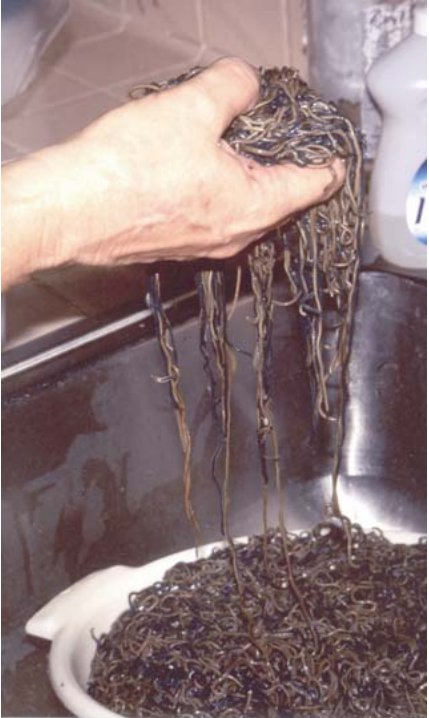
Eine Handvoll Palolowürmer

Für viele Ethnien im Verbreitungsgebiet des Palolo stellt das synchronisierte Auftreten der Geschlechtssegmente der Palolowürmer eine besondere Zeit dar.
Auf Samoa und anderen pazifischen Inseln gelten die Hinterleiber als Delikatesse und zugleich als Aphrodisiakum und Fruchtbarkeitsmittel. Die Segmente werden zu diesem Zweck aufgesammelt und roh, zwischen Bananenblättern gedünstet oder gebacken als Mbalolo verspeist.
An der Südküste der indonesischen Insel Lombok finden sich jedes Jahr für wenige Tage Schwärme des Samoa-Palolos ein. Dem Wurm zu Ehren wird dann das zwei bis drei Tage dauernde Bau-Nyale-Fest veranstaltet, das zur Musiktradition von Lombok gehört. Tausende Jungen und Mädchen singen sich in einem Wettstreit mythologische Erzählungen vor, flirten miteinander und springen schließlich auf das Zeichen eines Priesters ins Wasser, um die Würmer zu fangen, die hinterher als Delikatesse gegessen werden.
Für die Fataluku aus Osttimor ist die Ernte der dort Meci genannten Würmer der Beginn eines neuen landwirtschaftlichen Jahres. Das Ereignis wird beim Mechi im Februar und März groß gefeiert, wobei die Geschlechtssegmente des Wurms mit Chili und Zitrone als Salat roh gegessen werden.
Ähnliche Zeremonien gibt es auch auf Sawu, Roti und im Westen Sumbas.

## Weiterführende Literatur
- Anton Collin: Bemerkungen über den essbaren Palolowurm, Lysidice viridis (Gray). doi:10.5962/bhl.title.46808